# Прокляття (фільм, 2020)
Прокляття (англ. Grudge) — американський містичний фільм жахів 2020 року режисера Ніколаса Песке. Ремейк японського однойменного фільму 2004 року. Прем'єра фільму відбулася 3 січня 2020 року.

## Сюжет
Після того, як молода жінка вбила власну сім'ю в своєму будинку, мати-одиначка і детектив намагається розслідувати справу. Незабаром з'ясовується, що будинок проклятий мстивою примарою, яка прирікає на смерть всіх, хто в нього увійде. Вона поспішає врятувати себе і свою дитину від демонічної сили будинку.

## У ролях
| Актор           | Роль               |
| --------------- | ------------------ |
| Тара Вествуд    | Фіона Ландерс      |
| Джунко Бейлі    | привид Каяко Саекі |
| Андреа Райзборо | детектив Малдун    |
| Деміан Бічір    | детектив Гудман    |
| Джон Чо         | Пітер Спенсер      |
| Лін Шей         | Фейт Метьюсон      |
| Джекі Вівер     | Лорна Муді         |
| Бетті Гілпін    | Ніна Спенсер       |
| Вільям Седлер   | детектив Вілсон    |
| Френкі Фейзон   | Вільям Метьюсон    |